# Azul Cordo
Azul Cordo (1985, La Plata) es una periodista, activista e investigadora argentina radicada en Uruguay.

## Trayectoria
Es Licenciada en Comunicación Social por la Universidad Nacional de La Plata. Está diplomada en Género y Políticas de Igualdad (FLACSO Uruguay). Trabajó en diversos medios de comunicación en La Plata, hasta que en el año 2010 se trasladó a Montevideo. Fue integrante de Mujer y Salud en Uruguay (MYSU) hasta 2017 y de la Red de Mujeres Periodistas del Uruguay.
Desde comienzos de la década de 2010 su acción se desarrolla en la militancia social. Sus trabajos de investigación se enfocaron en los derechos humanos, el pasado reciente y la memoria, los derechos de las mujeres, de la niñez y de la adolescencia, las personas en situación de calle y la articulación con organizaciones sociales. Así también, se ha dedicado a trabajar en el área de los derechos sexuales y reproductivos, la despenalización del aborto y ha desarrollado reflexiones sobre mujeres y personas trans privadas de libertad. En el año 2010 comenzó a coordinar el taller de periodismo "El Muro" en la Casa Bertolt Brecht de Montevideo y en 2015 coordinó la publicación del libro El Muro. Historias desveladas.
Fue cofundadora de la Revista La Callejera y formó parte del colectivo Vilardevoz. Trabajó en los medios de comunicación uruguayos La Diaria, Uypress, La República de las Mujeres, Revista NoTeOlvides, FactorS y UniRadio, y en los medios argentinos Télam, Radio Universidad de La Plata y Las 12 (Página/12). Actualmente es colaboradora en Brecha (Uruguay) y en LatFem (Argentina), además de coordinar un taller literario en el Centro Cultural Urbano, en Uruguay.

## Reconocimientos
En marzo del 2017 recibió el Premio Marcelo Jelen, creado por las organizaciones Cotidiano Mujer, Asociación de la Prensa Uruguaya, ONU Mujeres y Unesco, por su artículo "Tan triste como ella" publicado en el Semanario Brecha. Según el jurado, la nota “denuncia el caso de Soledad Olivera, quien se suicidó frente a las cámaras de seguridad de la sala 16 del Hospital Vilardebó, sin que nadie lo impidiera. Se destaca la intensidad del relato y el encadenamiento de fuentes y testimonios, para plantear un problema estructural en Uruguay”.

## Publicación
- 2023, Dicen las raíces. Mujeres en la dictadura uruguaya. Lumen. ISBN 978-9915-678-28-3[7]